# ناحیه ماسندی
ناحیه ماسندی (به لاتین: Masindi District) یک منطقهٔ مسکونی در اوگاندا است که در استان غربی، اوگاندا واقع شده‌است. ناحیه ماسندی ۳۵۲٬۴۰۰ نفر جمعیت دارد.